# Cenegermina
Cenegermina, vendido sob a marca Oxervate, é um medicamento usado para tratar ceratite neurotrófica. É usado em pessoas com doença moderada ou grave. O uso não foi recomendado pelo Reino Unido. É usado como colírio.
Os efeitos secundários comuns incluem dor nos olhos, aumento da produção de lágrimas e dor nas pálpebras. A segurança na gravidez não é clara. É uma forma recombinante de factor de crescimento nervoso (NGF).
A cenegermina foi aprovada para uso médico na Europa em 2017 e nos Estados Unidos em 2018.